# Fachhochschule Kärnten

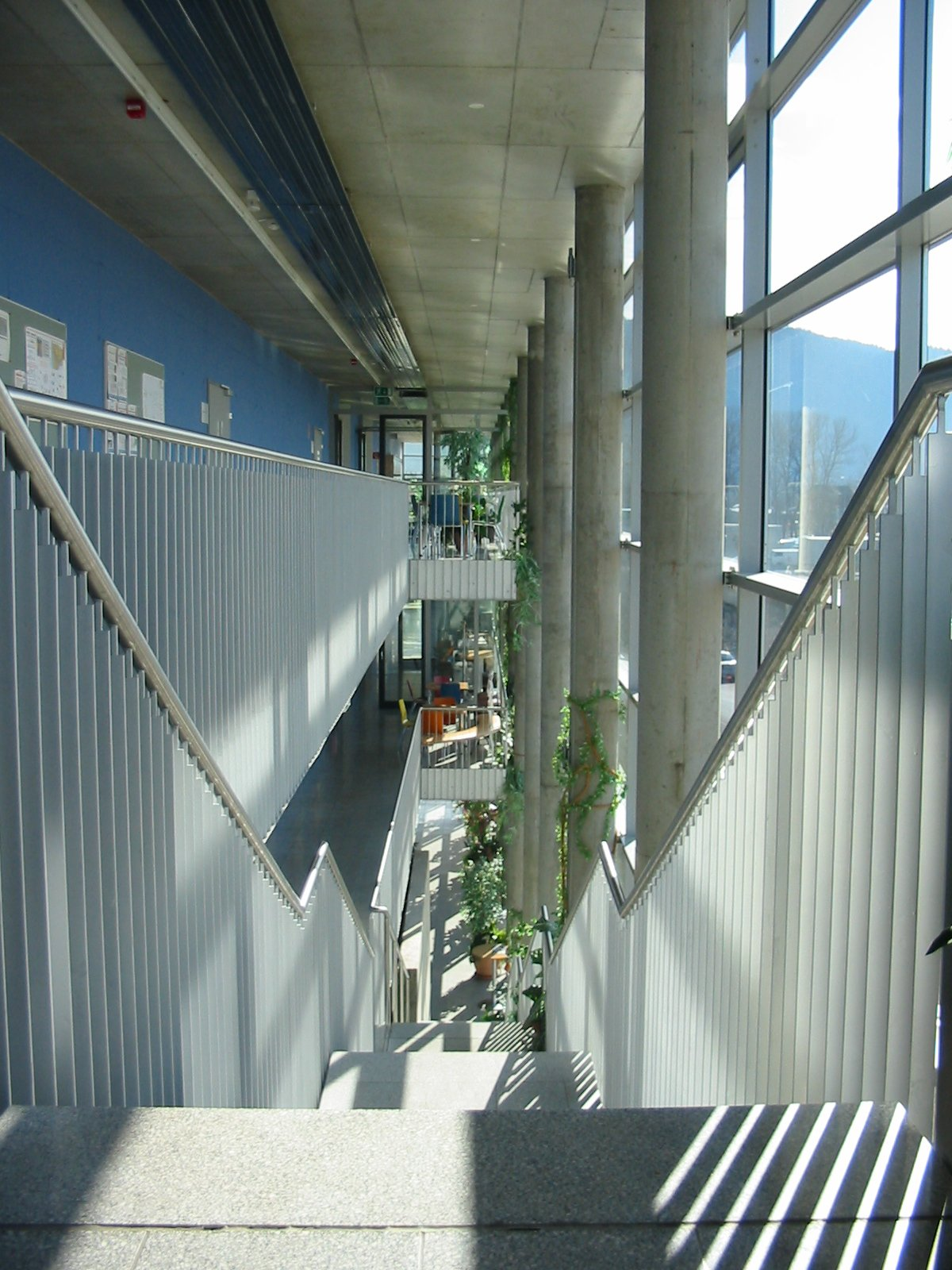
FH-Gebäude am Standort Klagenfurt, Netzwerktechnik und Kommunikation

FH Standort Klagenfurt, Netzwerktechnik und Kommunikation und MedIT

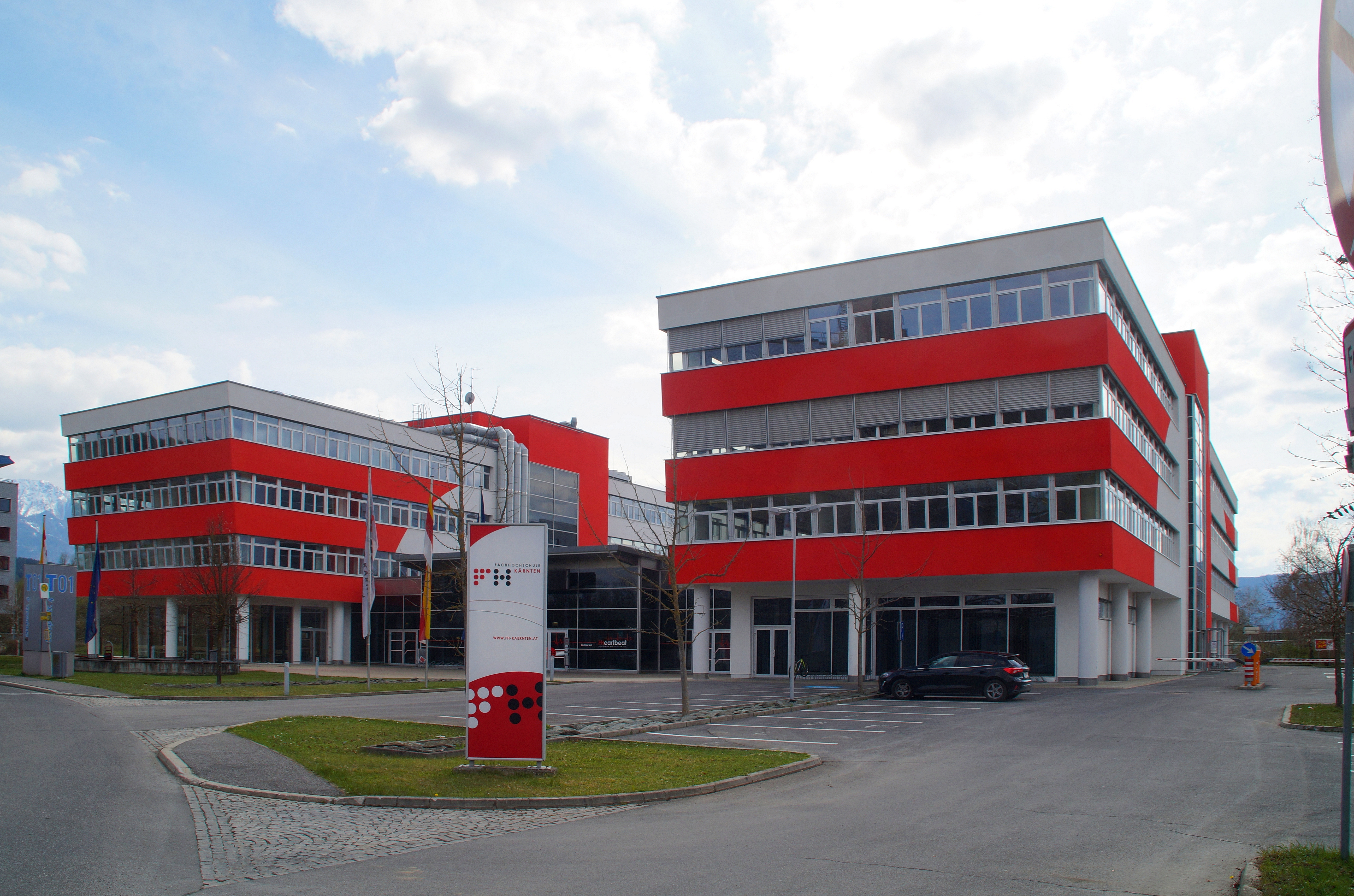
FH Standort Villach

Die Fachhochschule Kärnten (Abk. FH Kärnten bzw. FHK, en: Carinthia University of Applied Sciences, CUAS) ist eine Fachhochschule für angewandte Wissenschaften im österreichischen Bundesland Kärnten und erstreckt sich über die Städte Klagenfurt, Villach, Feldkirchen und Spittal an der Drau. Trägerorganisation ist die FH Kärnten gemeinnützige Gesellschaft mbH mit Sitz in Villach.
Das Bildungsangebot umfasst rund 40 Studiengänge (Vollzeit und berufsbegleitend), die in vier Studienbereiche gliedert sind. Inhaltliche Schwerpunkte sind Technik, Wirtschaft und Gesundheit & Soziales.
An der Finanzierung sind der Bund, das Land Kärnten und die Standortgemeinden beteiligt. Weitere Mittel fließen aus Mitgliedsbeiträgen des Vereins, Spenden, Erträge aus Veranstaltungen sowie Studien- und Lehrgangsgebühren. Forschungsaufträge werden über die FH Kärnten Forschungsgesellschaft mbH abgewickelt.

## Geschichte
Unmittelbar nach der Schaffung der gesetzlichen Grundlagen zur Errichtung von FH-Studiengängen in Österreich wurde 1993 in Spittal an der Drau der Verein Technikum Kärnten zur Errichtung der Fachhochschule gegründet. 1995 wurden die ersten beiden FH-Studiengänge Bauingenieurwesen und  Elektronik akkreditiert und der Studienbetrieb aufgenommen. 1996 übersiedelte der Studiengang Elektronik nach Villach, wodurch ein zweiter Standort errichtet wurde. 1997 wurde in Klagenfurt ein dritter Standort eröffnet. Im Jahr 2000 erfolgte schließlich die Ernennung zur Fachhochschule (FH). Gründungsrektor war Walter Pichler.
2001 wurde die Fachhochschule Technikum Kärnten gemeinnützige Privatstiftung mit Sitz in Spittal an der Drau als Trägerorganisation gegründet. Der erste Vorstandsvorsitzende und spätere Aufsichtsratsvorsitzende war Hans-Peter Haselsteiner. 2002 wurde in Feldkirchen ein vierter Standort eröffnet. 2004 wurde das Studienangebot um Weiterbildungslehrgänge erweitert. Von 2002 bis 2006 war Herbert Stögner Rektor der FH Kärnten.
2010 wurden die Landesakademien für medizinisch-technische Dienste und Hebammen übernommen und in Bachelor-Studiengänge überführt. 2020 wurde Sabine Herlitschka zur Aufsichtsratsvorsitzenden bestellt.
Mit Beginn des Jahres 2022 übernahm die FH Kärnten gemeinnützige Gesellschaft mbH mit Sitz in Villach die Trägerschaft der Fachhochschule. Die gemeinnützige Privatstiftung in Spittal fungiert seitdem als Holding.